# 加拿大漁業及海洋部
加拿大渔业和海洋部（英語：Fisheries and Oceans Canada，FOC），是加拿大聯邦政府負責發展及執行海洋及內陸水域的經濟、生態和科技等相關政策與方案的行政部门。

## 歷史
1867年7月1日，加拿大政府成立加拿大海事和漁業部（Department of Marine and Fisheries），第一任部長為彼得·米歇爾，总部設於議會山中央區。直到1868年5月22日，该部才獲得立法權力。1884年，改称漁業部（Department of Fisheries）。1892年，更名为加拿大海事和渔业部。
在第一次世界大戰以前，加拿大海軍力量有限，大部分海防是由海事及漁業部的執法船隻（自治領巡洋艦）以及英國皇家海軍所提供。1909年3月29日，議員喬治·佛斯特在下議院提出成立加拿大海軍的議題，但並未成功。1910年1月12日，加拿大總理威爾弗里德·勞雷爾爵士採用佛斯特的意見，提出海軍法案。經過三讀後，在1910年5月4日禦准，成為《海軍服務法》（Naval Service Act），由海事和渔业部長執行。1914年，加拿大海事和渔业部改名为加拿大海军服务部。加拿大海軍第一任指揮官為先前在海事及漁業部負責海事服務的海軍少將查爾斯·金斯米爾（Charles Kingsmill）。1911年1月30日，加拿大海軍改名為加拿大皇家海軍，但直到1911年8月29日，喬治五世才批准。1916年，海軍服務部遭逢火災後移往議會山西區，之後隨著聯邦政府移往渥太華。
1920年，海事和渔业行政职能从皇家海军中分离，恢复成立加拿大海事和渔业部。1930年，海事和渔业部被拆分为加拿大海事部（Department of Marine）、加拿大渔业部。1935年，加拿大海事部与加拿大铁道和运河部（Department of Railways and Canals）、加拿大国防部民航局合并组成加拿大交通部。1969年，加拿大渔业部更名为加拿大渔业和林业部（Department of Fisheries and Forestry）。
1971年，渔业和林业部改组为加拿大環境部（Department of the Environment）1976年，更名为加拿大漁業和環境部（Department of Fisheries and the Environment）。1979年，渔业和环境部拆分为加拿大漁業和海洋部（Department of Fisheries and Oceans）、加拿大环境部（Department of the Environment）。
漁業部已成立科學技术局，並在全國各地設立研究站。通常由科學技术局提供各物種需要保育的證據及跡象，之後再由漁業部進行規範。漁業部還擁有執法局，漁業官（Fishery Officer，近似於保安官）負責打擊在加拿大專屬經濟區內的偷獵與外國過度捕撈。該部下轄的組織有加拿大海岸警卫隊（Canadian Coast Guard）與加拿大航道測量局（Canadian Hydrographic Service）。

## 职责
漁業部的任務主要集中在保護及分配加拿大大西洋、太平洋與北極海沿岸的海洋漁業配額。漁業部也執行內陸淡水漁業的保護，像是與各省簽定五大湖和溫尼伯湖的合作協定，但聯邦政府在憲法上只有海洋漁業的任務。其任務包括負責保護和永續利用加拿大的漁業資源，繼續提供安全、有效和無害環境的海洋服務，以因應加拿大人民在全球經濟中的需求。漁業部的願景是「提供加拿大人民優秀的服務，確保加拿大水域的永續發展與安全使用」。

## 外部連結
- 加拿大漁業及海洋部